# Дай
Княжество Дай е създадено през 310 година от княз Туоба Илу. Той умира през 316 година и е наследен на трона от княз Туоба Пугън. За неговото управление сведения няма, вероятно е наследен от княз Туоба Юлю, за който също няма сведения. Последния княз е Туоба Шъидзиен, който през 338 година наследил трона от брат си Туоба Ихуай.
Княжеството е завладяно през 376 година от императора на Ранна Цин Фу Дзиен. Тогава и княз Шъидзиен умира. Неговия син Туоба Гуй придобива автономни права над княжеството в пределите на Ранна Цин и вероятно Дай престава да съществува след 385 година след смъртта на император Фу Дзиен.